# Ju-On: The Grudge 2
Ju-On: The Grudge 2 é um filme de terror produzido no Japão, dirigido por Takashi Shimizu e lançado em 2003.